# 高松宮記念杯競輪
高松宮記念杯競輪（たかまつのみやきねんはいけいりん）は、毎年6月に開催される、競輪のGI競走である。

## 概要
当大会は、1950年の第1回大会から2010年の第61回大会まで開催された大津びわこ競輪場を開設するにあたり、その選定地が近江神宮の外苑であったことから、近江神宮に縁のある高松宮宣仁親王に賜杯の下賜を請願し、承諾を得たことに由来する。そのため、長きにわたり大津びわこ競輪場にて固定開催で行われてきた。
1963年の第14回大会までは『高松宮同妃賜杯競輪』として、1964年の第15回大会から1972年の第23回大会までは『高松宮賜杯競輪』として、1973年の第24回大会から1997年の第48回大会までは『高松宮杯競輪』としてそれぞれ行われ、1998年の第49回大会より現在の名称で行われている。
ファン・選手・関係者の間では「宮杯（みやはい）」という略称で呼ばれる。また、例年6月という梅雨の時期に開催されることから「雨の宮杯」と呼ばれることもある。
当大会は「東西対抗戦」が謳われており、出場選手を東日本地区・西日本地区でそれぞれ分けた上で各地区ごとに予選を行うことが特徴である。かつては最終日の前日に東日本・西日本それぞれで決勝戦（他のGIでは準決勝戦に該当）を行い、それぞれ1 - 4着8名と5着のうちいずれか1名が最終日の決勝戦に勝ち上がる方式であった（レース後は1着選手が東日本王者または西日本王者として表彰された）。現在では5日目に東日本・西日本とも準決勝戦を2レースずつ行い、それぞれ1 - 2着8名と3着のうちいずれか1名が最終日の決勝戦に勝ち上がることになっている。
1992年の第43回大会限りで引退した中野浩一（同大会決勝戦2着）がグランドスラムに王手をかけながら唯一タイトルを獲得出来なかった特別競輪（GI）としても知られる。また、2004年の第55回大会に優勝した松本整や、2006年の第57回大会の内林久徳が大会直後や大会中に引退発表したレースでもある。
開催時期については、大津びわこ競輪場での固定開催であった時期は5月下旬〜6月上旬の間に開催されることが多かったが、持ち回りとなって以降、特に2012年の第63回大会以降は6月中旬（最終日は日曜日）での開催が続いている。
なお、第1回から第5回までは記念競輪（現在のGIII相当）として、第6回から第13回までは特殊競輪（現在のGII相当）として、それぞれ開催されており、特別競輪（現在のGI相当）として正式に認定されたのは1963年の第14回大会からであるが、第1回からほぼ6日間連続通しで開催されていたこともあり、現在では過去全ての優勝者を特別競輪を制覇した者として扱っている。

### 賞金
以下は、近年の決勝戦における各着順の賞金額（単位：万円）。
（　）内は副賞（1〜3着に授与）を含んだ金額。
| 大会・年      | 1着             | 2着             | 3着             | 4着     | 5着   | 6着   | 7着   | 8着   | 9着   |
| ------------- | --------------- | --------------- | --------------- | ------- | ----- | ----- | ----- | ----- | ----- |
| 第75回 2024年 | 4,700 （4,790） | 2,372 （2,412） | 1,550 （1,574） | 1,131.6 | 905.3 | 742.0 | 618.4 | 577.6 | 548.7 |
| 第76回 2025年 | 5,000 （5,090） | 2,514 （2,554） | 1,643 （1,667） | 1,199.5 | 959.6 | 786.5 | 655.5 | 612.3 | 581.6 |

## 歴史
1950年の大津びわこ競輪場開設記念開催となる第1回の『高松宮同妃賜杯競輪』では、高松宮が宮妃と共に決勝日に訪れ、賜杯となる優勝トロフィーを優勝者に自ら渡した。以降も高松宮は幾度も決勝日に来場し、決勝の表彰式に臨席するのが恒例となった。以後、1963年の第14回大会まで同名称で開催された。
1964年第15回大会から1972年第23回大会までは『高松宮賜杯競輪』の名称で開催され、1973年第24回大会から長らく『高松宮杯競輪』として開催されてきたが、1997年第48回大会の直前に皇室経済法等の規定により高松宮家から「下賜を取りやめたい」という申し出がなされたため、一時は高松宮杯競輪の開催が危ぶまれるという事態に陥った。最終的に同年はそのまま「高松宮杯競輪」として開催されたが、翌1998年第49回大会からは『高松宮記念杯競輪』と改称することで落ち着いた。
1999年第50回大会からはそれまでの6日制から4日制へと改められ、2002年第53回からそれまでの特別競輪という呼称に代わりグレード制が採用されたためGI競走に格付けされた。
2010年第61回大会では総売上が目標額（133億円）に達しなかっただけでなく、大津市が競輪事業の存廃の分岐点と定めた110億円をも下回る107億4605万1900円に留まったことから、大津市は2010年度末（2011年3月末）をもって競輪事業と大津びわこ競輪場の廃止を決定した。このため高松宮記念杯自体の存続も議論されたが開催は継続されることになり、2011年度以降は他の特別競輪同様に開催を希望する競輪場での持ち回りで実施されることになり、現在に至っている。ただ、持ち回りとなって以降は、大津びわこ競輪場と同じ近畿の岸和田競輪場が積極的に誘致しており、2011年以降2025年までで通算10回開催し、またそれ以降も開催地が決定している2026年まで6年連続して開催予定（通算11回目となる開催予定）である。
2020年の第71回大会はCOVID-19の流行と感染拡大の防止の観点から、競輪のGI競走としては初めての無観客開催として開催が行われた。
2021年の第72回大会は、緊急事態宣言の期間延長及び大阪府からの要請を受けて、前半2日間（6月17日・18日）は入場制限あり（事前申し込みはなし）の有観客での開催で、後半2日間（19日・20日）は無観客での開催で、それぞれ行われた。
2023年の第74回大会からは、4日制から25年ぶりに6日制へと再び戻された。その上で、ガールズケイリンによる東西対抗のトーナメントが組み込まれ、のちそのレースがガールズケイリン初のGI『パールカップ』として行われること、大阪・関西万博に協賛大会となる（2025年まで）。また、4年ぶりに入場制限も撤廃された。
2024年の第75回大会は、令和6年能登半島地震を受け、令和6年能登半島地震復興支援競輪として実施された。

## 出場選手選抜方法
高松宮記念杯競輪の出場選手は、東西対抗の趣旨に則り、東地区と西地区に分かれて選抜される。
- 東地区…北日本地区・関東地区・南関東地区のいずれかに在籍する選手
- 西地区…中部地区・近畿地区・中国地区・四国地区・九州地区のいずれかに在籍する選手

毎回若干変更・修正されるものの、概ね以下の資格順位により正選手108名（東西54名ずつ）、補欠選手10名（東西5名ずつ）を選抜する。
- 選考期間…前年10月〜当年3月（6か月）、選考月…4月、最低出走回数…24出走（但し変更になる可能性がある）

1. S級S班在籍者
2. 過去に高松宮記念杯競輪を3回以上優勝した者（開催時S級1班所属が条件）
3. 選考期間において2か月以上JCFトラック種目強化指定（A）に所属した者（開催時S級1班所属が条件）
4. 平均競走得点上位者を東西別に順次選抜（同点の場合は賞金獲得額上位者を優先）

2025年（第76回大会）では、3.は「パリオリンピック自転車競技トラック種目代表選手」とされた。
なお、補欠選手は正選手を除く平均競走得点上位者から東西別にさらに順次選抜される（そのため、欠場者が出ても補欠順位1位が繰り上がりで出場できるとは限らない）。

## 勝ち上がり方式
この大会は、他のどの競輪開催とも異なり、『高松宮杯競輪』となった1973年第24回大会以降は「東西対抗戦」の形式をとっているのが特徴である。
これは、準決勝までの勝ち上がり戦について、東日本（競輪の地区でいう北日本・関東・南関東、したがって静岡・長野・新潟以東）、西日本（中部・近畿・中国・四国・九州、したがって愛知、岐阜、富山以西）で分かれてレースを行い、準決勝を勝ち抜いた東西各4名及びワイルドカードとなる1名によって決勝戦が行われるというものである。
2023年の第74回大会より、それまでの4日制から6日制に拡張され、それに合わせた番組体系となった。一次予選は競輪祭・オールスター競輪（2024年まで）と同じく2走合計でのポイント制となり、競輪祭と同じく一次予選においては特別選抜が廃止され全員フラットな条件からスタート。前半3日間のうち2走で獲得したポイントにより東西各36名の二次予選進出者を決定し、そのうち上位の東西各9名が4日目に行われる優秀競走（二次予選特別選抜）として白虎賞（西日本）・青龍賞（東日本）に進出する。5日目の準決勝は、東日本・西日本それぞれ2レースずつ行われ、すなわち合わせて4レース行われるのは全競輪の開催の中で唯一であり、決勝進出が確約される着順が2着以上となるのも特別競輪の中で唯一となっている。
なお、敗者戦は東西関係なく番組編成される。

### 2023年からの番組（勝ち上がり戦のみ）
|        | 初日                       | 0002日目000                | 0003日目000                | 0004日目000          | 0005日目000 | 最終日 |
| ------ | -------------------------- | -------------------------- | -------------------------- | -------------------- | ----------- | ------ |
| 東     | 一次予選1（東） （4）（2） | 一次予選1（東） （4）（2） |                            |                      |             |        |
| 東     |                            | 一次予選2（東） （2）（4） | 一次予選2（東） （2）（4） | 二次予選（東） （3） |             |        |
| 東     |                            |                            | 青龍賞（1）                | 準決勝（東）（2）    |             |        |
| 優秀   |                            |                            | 0決勝（1）0                |                      |             |        |
| 西     | 白虎賞（1）                | 準決勝（西）（2）          |                            |                      |             |        |
| 西     | 一次予選2（西） （2）（4） | 一次予選2（西） （2）（4） | 二次予選（西） （3）       |                      |             |        |
| 西     | 一次予選1（西） （4）（2） |                            |                            |                      |             |        |
| 敗者戦 | 00-00                      | 00-00                      | 00-00                      | （4）                | （8）       | （11） |

| ポイント | 1着 | 2着 | 3着 | 4着 | 5着 | 6着 | 7着 | 8着 | 9着 | 棄権 |
| -------- | --- | --- | --- | --- | --- | --- | --- | --- | --- | ---- |
| 一次予1  | 10  | 9   | 8   | 7   | 6   | 5   | 4   | 3   | 2   | 1    |
| 一次予2  | 13  | 11  | 9   | 7   | 6   | 5   | 4   | 3   | 2   | 1    |

5日目までの勝ち上がり戦については全て、西暦下1ケタが奇数の年は、奇数のレースでは西日本の、偶数のレースでは東日本の、それぞれレースが交互に行われる。一方、西暦下1ケタが偶数の年はその逆で、奇数のレースでは東日本の、偶数のレースでは西日本の、それぞれレースが交互に行われる。
- 1 - 3日目

「一次予選」 2024年は初日が第1～第4レースと第9レース～第12レース、2日目は第1～第4レースと第7～第10レース、3日目は第1～第4レースと第7～第11レースで行われる。各選手2回（1日目・2日目＜第7～第10レース＞、1日目・3日目、2日目＜第1～第4レース＞・3日目の3パターンのうちいずれか）出走し、東日本・西日本それぞれ合計ポイント1～9位が4日目の優秀競走（二次特別選抜予選）である青龍賞（東日本）または白虎賞（西日本）に進出、合計ポイント10～36位が二次予選進出。なお、獲得した合計ポイントが同一の場合は、選考順位上位の者が優先される。一次予選では現行のポイント制となってからはシードレースである特別選抜予選はなく、また一次予選が行われる3日目までは、欠場選手が発生した場合でも選手の補充は行わないことになっている。
- 4日目

「二次予選」 第5〜第10レースで行われる。各レース1～3着9名が「準決勝」進出。
「白虎賞」 第11レースまたは第12レース（年次による）で行われる、西日本の優秀競走（二次特別選抜予選）。失格にならない限り、9名全員が「準決勝」進出。
「青龍賞」 第11レースまたは第12レース（年次による）で行われる、東日本の優秀競走（二次特別選抜予選）。失格にならない限り、9名全員が「準決勝」進出。
- 5日目

「準決勝」 第9～第12レースで行われる。各レース1～2着8名と、3着4名のうち青龍賞又は白虎賞の最高着順者、該当者がいない時は二次予選の最高着順者（同順位の場合は一次予選の勝ち上がりポイント上位）1名が「決勝」進出。
- 6日目（最終日）

「決勝」 最終レース。また、優勝者には優勝インタビューやウイニングランなどが執り行われる。
一次予選では特別選抜競走がないため、出場選手全員が同じ条件で開催を迎える。また強制帰郷はないため、失格・途中欠場がなければ全員最終日に出走できる。

### 過去の勝ち上がり方式
2001年の第52回大会までは予選（一次予選、二次予選）と準決勝は東日本（関東・南関東以東）と西日本（中部以西）に分かれてそれぞれで勝ち上がりを行い、決勝では東西の各準決勝（東・西王座決定戦）の1〜4着4人ずつと5着2名の中から競走得点上位1名が進出するという体裁だった。
2002年から2012年
2002年の第53回大会から番組が変更となり、東西対抗戦のタイトルこそ残しているものの、その前哨戦として2月に「東西王座戦」（GII）と題してそれぞれの地区でトライアル競走を開催し、その成績を基に本戦の出場を争う形となった。なお本戦はこれまでの東西の地区分けをせず他のGI競走と同じように勝ち上がりを行っていたが、2004年第55回大会からは一次予選および初日の特別選抜予選のみ東西地区分けが行われ、二日目以降は東西混合戦という形になった。
| 初日〜3日目は12レース、4日目（最終日）のみ11レースが行われる。 - 初日 「一次予選」 合計8レース（東西4レースずつ）行われ、各レース1着8名が「二次予選A」、2〜3着16名と4着のうち平均競走得点上位3名が「二次予選B」進出。 「選抜予選」 合計2レース（東西1レースずつ）行われ、各レース1〜5着10名が「二次予選A」、6〜9着8名が「二次予選B」進出。 「青龍賞」（東）・「白虎賞」（西） 一次特別選抜予選として、各1レースずつ合計2レース行われ、各レース1〜4着8名と5着2名のうち選考順位上位1名は2日目の「龍虎賞」と、3日目の「準決勝」進出権利が同時に得られる。各レース5着2名のうち選考順位下位1名と6〜9着8名は「二次予選A」進出。 - 2日目 「二次予選B」 合計3レース行われ、各レース1〜2着6名が「準決勝」進出。 「二次予選A」 合計3レース行われ、各レース1〜4着12名が「準決勝」進出。 「龍虎賞」 二次特別選抜予選として、最終レースに行われる。失格にならない限り、9名全員が「準決勝」進出。 - 3日目 「準決勝」 後半3レース。各レース1〜3着9名が「決勝」進出。 - 4日目（最終日） 「決勝」 最終レース。上位3着までは表彰式で表彰台に上がることができる。また、優勝者には優勝インタビューやウイニングランなどが執り行われる。 「特別優秀」 「決勝」の前に2レース行われる。「準決勝」各レース4〜6着9名と、二次予選敗退選手による3日目「特選」各レース1〜3着9名の18名により行われる。 その他、2日目以降に予選敗退者を対象とした「特一般」（2日目）、「一般」、「選抜」、「特選」（3日目以降）が開催される。 |

2013年から2016年
2013年の第64回大会から東西王座戦の廃止に伴いさらに番組が変更となり、初日の選抜予選が廃止され、二次予選もA・Bの分割予選がなくなり、勝ち上がり条件を3着までとする統一的な予選として行われることになった。なお、選抜予選の廃止により一次予選の勝ち上がり条件も緩和されている。
| 初日〜3日目は12レース、4日目（最終日）のみ11レースが行われる。 \| 優秀 \| 初日 \| 0002日目000 \| 0003日目000 \| 最終日 \| \| ------ \| ----------------------- \| ------------- \| ----------- \| ------------- \| \| 優秀 \| \| 龍虎賞（1） \| 準決勝（3） \| \| \| 優秀 \| 青龍賞（1） 白虎賞（1） \| 二次予選（6） \| \| 00決勝（1）00 \| \| 優秀 \| 一次予選（10） \| \| \| \| \| 敗者戦 \| 00-00 \| （5） \| （9） \| （10） \| - 初日 「一次予選」 合計10レース（東西5レースずつ）行われ、各レース1~4着40名と5着のうち平均競走得点上位5名が「二次予選」進出。 「青龍賞」（東）・「白虎賞」（西） 一次特別選抜予選として、各1レースずつ合計2レース行われ、各レース1〜4着8名と5着2名のうち選考順位上位1名は2日目の「龍虎賞」と、3日目の「準決勝」進出権利が同時に得られる。各レース5着2名のうち選考順位下位1名と6〜9着8名は「二次予選」進出。 - 2日目 「二次予選」 合計6レース行われ、各レース1〜3着18名が「準決勝」進出。 「龍虎賞」 二次特別選抜予選として、最終レースに行われる。失格にならない限り、9名全員が「準決勝」進出。 - 3日目 「準決勝」 後半3レース。各レース1〜3着9名が「決勝」進出。 - 4日目（最終日） 「決勝」 最終レース。上位3着までは表彰式で表彰台に上がることができる。また、優勝者には優勝インタビューやウイニングランなどが執り行われる。 「特別優秀」 「決勝」の前に2レース行われる。「準決勝」各レース4〜6着9名と、二次予選敗退選手による3日目「特選」レース1〜3着9名の18名により行われる。 「ガールズケイリンコレクション」 2015年のみ実施。女子選手による一発勝負。 その他、2日目以降に予選敗退者を対象とした「特一般」（2日目）、「一般」、「選抜」、「特選」（3日目以降）が開催される。 |                         |               |             |               |
| 優秀 | 初日                    | 0002日目000   | 0003日目000 | 最終日        |
| 優秀 |                         | 龍虎賞（1）   | 準決勝（3） |               |
| 優秀 | 青龍賞（1） 白虎賞（1） | 二次予選（6） |             | 00決勝（1）00 |
| 優秀 | 一次予選（10）          |               |             |               |
| 敗者戦 | 00-00                   | （5）         | （9）       | （10）        |

2017年
2017年の第68回大会では、「東西対抗戦」をより明確に打ち出し、準決勝まで東西の選手が分かれる番組へと変更（2001年の第52回大会までの番組体系を復活）し、2日目は二次予選のみで優秀競走は廃止された。3日目の準決勝は2個レースとなり、これらの準決勝はそれぞれ、東王座戦・西王座戦と位置付けられることになった。
| 初日〜3日目は12レース、4日目（最終日）のみ11レースが行われる。 \| \| 初日 \| 0002日目000 \| 0003日目000 \| 最終日 \| \| ------ \| ------------------- \| ------------------- \| ----------- \| ------ \| \| 東 \| 一次予選（東）（5） \| \| \| \| \| 東 \| 青龍賞（1） \| 二次予選（東）（3） \| \| \| \| 東 \| \| 準決勝（東）（1） \| \| \| \| \| \| 0決勝（1）0 \| \| \| \| 西 \| 準決勝（西）（1） \| \| \| \| \| 西 \| 白虎賞（1） \| 二次予選（西）（3） \| \| \| \| 西 \| 一次予選（西）（5） \| \| \| \| \| 敗者戦 \| 00-00 \| （6） \| （10） \| （10） \| - 初日 「一次予選」 合計10レース（東西5レースずつ）行われ、各レース1~3着30名と4着のうち6名が「二次予選」進出。 「青龍賞」（東）・「白虎賞」（西） 一次特別選抜予選として、各1レースずつ合計2レース行われ、全18名（失格は除く）が「二次予選」進出。 - 2日目 「二次予選」 合計6レース（東西3レースずつ）行われ、各レース1〜3着18名が「準決勝」進出。 - 3日目 「準決勝」 後半2レース。各レース1〜4着8名と、5着2名のうち二次予選着順上位1名が「決勝」進出。（同着の場合は、青龍賞・白虎賞回りが優先） - 4日目（最終日） 「決勝」 最終レース。上位3着までは表彰式で表彰台に上がることができる。また、優勝者には優勝インタビューやウイニングランなどが執り行われる。 「特別優秀」 「決勝」の前に2レース行われる。「準決勝」5着2名のうち決勝に進めなかった1名および6〜9着8名と、二次予選敗退選手による3日目「特選」レース1〜2着8名および3着4名のうち1名の、18名により行われる。 その他、2日目以降に予選敗退者を対象とした「特一般」（2日目）、「一般」、「選抜」、「特選」（3日目以降）が開催される。 最終日の競走が全11レースしか設定されないため、3日目「一般」各レースの7〜9着9名が、最終日を待たずに強制的に（失格はなくても）途中帰郷（「お帰り」）させられる。 |                     |                     |             |        |
| | 初日                | 0002日目000         | 0003日目000 | 最終日 |
| 東 | 一次予選（東）（5） |                     |             |        |
| 東 | 青龍賞（1）         | 二次予選（東）（3） |             |        |
| 東 |                     | 準決勝（東）（1）   |             |        |
| |                     | 0決勝（1）0         |             |        |
| 西 | 準決勝（西）（1）   |                     |             |        |
| 西 | 白虎賞（1）         | 二次予選（西）（3） |             |        |
| 西 | 一次予選（西）（5） |                     |             |        |
| 敗者戦 | 00-00               | （6）               | （10）      | （10） |

2018年から2022年
2018年の第69回大会からは、準決勝が4個レースとなった。また、一次予選の1着選手が2日目の優秀競走へ進出することができるようになった。
| 4日日ともに12レース制（従来は2015年を除き最終日は11レース制だった） 。 \| \| 初日 \| 0002日目000 \| 0003日目000 \| 最終日 \| \| ------ \| ------------------- \| ------------------- \| ----------------- \| ------ \| \| 東 \| 一次予選（東）（5） \| \| \| \| \| 東 \| 特選予選（東）（1） \| 二次予選（東）（3） \| \| \| \| 東 \| \| 青龍賞（1） \| 準決勝（東）（2） \| \| \| 優秀 \| \| \| 00決勝（1）00 \| \| \| 西 \| 白虎賞（1） \| 準決勝（西）（2） \| \| \| \| 西 \| 特選予選（西）（1） \| 二次予選（西）（3） \| \| \| \| 西 \| 一次予選（西）（5） \| \| \| \| \| 敗者戦 \| 00-00 \| （4） \| （8） \| （11） \| - 初日 「一次予選」 合計10レース（東西5レースずつ）行われ、1着10名が「青龍賞」か「白虎賞」へ進出。2〜5着40名と6着のうち4名が「二次予選」進出。 「特別選抜予選」 合計2レース（東西1レースずつ）行われ、1〜4着8名が「青龍賞」か「白虎賞」へ進出。5〜9着10名が「二次予選」進出。 - 2日目 「二次予選」 合計6レース（東西3レースずつ）行われ、各レース1〜3着18名が「準決勝」進出。 「青龍賞」（東）・「白虎賞」（西） 二次特別選抜予選として、各1レースずつ合計2レース行われ、全18名（失格は除く）が「準決勝」進出。 - 3日目 「準決勝」 合計4レース（東西2レースずつ）行われ、各レース1〜2着8名と、3着4名のうち青龍賞又は白虎賞の上位入賞者１名が選出。（もし存在しない場合は２次予選の上位入賞者が選出。） - 4日目（最終日） 「決勝」 最終レース。上位3着までは表彰式で表彰台に上がることができる。また、優勝者には優勝インタビューやウイニングランなどが執り行われる。 |                     |                     |                   |        |
| | 初日                | 0002日目000         | 0003日目000       | 最終日 |
| 東 | 一次予選（東）（5） |                     |                   |        |
| 東 | 特選予選（東）（1） | 二次予選（東）（3） |                   |        |
| 東 |                     | 青龍賞（1）         | 準決勝（東）（2） |        |
| 優秀 |                     |                     | 00決勝（1）00     |        |
| 西 | 白虎賞（1）         | 準決勝（西）（2）   |                   |        |
| 西 | 特選予選（西）（1） | 二次予選（西）（3） |                   |        |
| 西 | 一次予選（西）（5） |                     |                   |        |
| 敗者戦 | 00-00               | （4）               | （8）             | （11） |

従来、青龍賞（東日本）・白虎賞（西日本）は初日の特別選抜予選だったが、2日目の優秀競走（2016年の第67回大会までは龍虎賞、2006年の第57回大会まではマザーレークカップという名称で1個レース）の位置付けになった。

## 過去の優勝者
| 回 | 開催年 | 開催場     | 優勝者     | 府県   | 東西 |
| -- | ------ | ---------- | ---------- | ------ | ---- |
| 1  | 1950年 | 大津びわこ | 山本清治   | 大阪   | 西   |
| 2  | 1951年 | 大津びわこ | 山本清治   | 大阪   | 西   |
| 3  | 1952年 | 大津びわこ | 高倉登     | 埼玉   | 東   |
| 4  | 1953年 | 大津びわこ | 松村憲     | 高知   | 西   |
| 5  | 1954年 | 大津びわこ | 中井光雄   | 滋賀   | 西   |
| 6  | 1955年 | 大津びわこ | 中井光雄   | 滋賀   | 西   |
| 7  | 1956年 | 大津びわこ | 中井光雄   | 滋賀   | 西   |
| 8  | 1957年 | 大津びわこ | 西村亀     | 山口   | 西   |
| 9  | 1958年 | 大津びわこ | 加藤晶     | 京都   | 西   |
| 10 | 1959年 | 大津びわこ | 山本清治   | 大阪   | 西   |
| 11 | 1960年 | 大津びわこ | 石田雄彦   | 和歌山 | 西   |
| 12 | 1961年 | 大津びわこ | 笹田伸二   | 徳島   | 西   |
| 13 | 1962年 | 大津びわこ | 笹田伸二   | 徳島   | 西   |
| 14 | 1963年 | 大津びわこ | 高原永伍   | 神奈川 | 東   |
| 15 | 1964年 | 大津びわこ | 戸上守     | 福岡   | 西   |
| 16 | 1965年 | 大津びわこ | 白鳥伸雄   | 千葉   | 東   |
| 17 | 1966年 | 大津びわこ | 宮路雄資   | 熊本   | 西   |
| 18 | 1967年 | 大津びわこ | 平間誠記   | 宮城   | 東   |
| 19 | 1968年 | 大津びわこ | 吉川多喜夫 | 神奈川 | 東   |
| 20 | 1969年 | 大津びわこ | 高原永伍   | 神奈川 | 東   |
| 21 | 1970年 | 大津びわこ | 田中博     | 群馬   | 東   |
| 22 | 1971年 | 大津びわこ | 稲村雅士   | 群馬   | 東   |
| 23 | 1972年 | 大津びわこ | 福島正幸   | 群馬   | 東   |
| 24 | 1973年 | 大津びわこ | 太田義夫   | 千葉   | 東   |
| 25 | 1974年 | 大津びわこ | 荒木実     | 京都   | 西   |
| 26 | 1975年 | 大津びわこ | 藤巻清志   | 神奈川 | 東   |
| 27 | 1976年 | 大津びわこ | 荒木実     | 京都   | 西   |
| 28 | 1977年 | 大津びわこ | 谷津田陽一 | 神奈川 | 東   |
| 29 | 1978年 | 大津びわこ | 阿部良二   | 岩手   | 東   |
| 30 | 1979年 | 大津びわこ | 荒川秀之助 | 宮城   | 東   |
| 31 | 1980年 | 大津びわこ | 藤巻昇     | 北海道 | 東   |
| 32 | 1981年 | 大津びわこ | 久保千代志 | 愛知   | 西   |
| 33 | 1982年 | 大津びわこ | 伊藤豊明   | 愛媛   | 西   |
| 34 | 1983年 | 大津びわこ | 尾崎雅彦   | 東京   | 東   |
| 35 | 1984年 | 大津びわこ | 佐々木昭彦 | 佐賀   | 西   |
| 36 | 1985年 | 大津びわこ | 滝澤正光   | 千葉   | 東   |
| 37 | 1986年 | 大津びわこ | 滝澤正光   | 千葉   | 東   |
| 38 | 1987年 | 大津びわこ | 滝澤正光   | 千葉   | 東   |
| 39 | 1988年 | 大津びわこ | 井上茂徳   | 佐賀   | 西   |
| 40 | 1989年 | 大津びわこ | 滝澤正光   | 千葉   | 東   |
| 41 | 1990年 | 大津びわこ | 鈴木誠     | 千葉   | 東   |
| 42 | 1991年 | 大津びわこ | 佐々木昭彦 | 佐賀   | 西   |
| 43 | 1992年 | 大津びわこ | 滝澤正光   | 千葉   | 東   |
| 44 | 1993年 | 大津びわこ | 井上茂徳   | 佐賀   | 西   |
| 45 | 1994年 | 大津びわこ | 神山雄一郎 | 栃木   | 東   |
| 46 | 1995年 | 大津びわこ | 神山雄一郎 | 栃木   | 東   |
| 47 | 1996年 | 大津びわこ | 吉岡稔真   | 福岡   | 西   |
| 48 | 1997年 | 大津びわこ | 吉岡稔真   | 福岡   | 西   |
| 49 | 1998年 | 大津びわこ | 高木隆弘   | 神奈川 | 東   |
| 50 | 1999年 | 大津びわこ | 太田真一   | 埼玉   | 東   |
| 51 | 2000年 | 大津びわこ | 金子真也   | 群馬   | 東   |
| 52 | 2001年 | 大津びわこ | 高木隆弘   | 神奈川 | 東   |
| 53 | 2002年 | 大津びわこ | 山口富生   | 岐阜   | 西   |
| 54 | 2003年 | 大津びわこ | 小嶋敬二   | 石川   | 西   |
| 55 | 2004年 | 大津びわこ | 松本整     | 京都   | 西   |
| 56 | 2005年 | 大津びわこ | 村本大輔   | 静岡   | 東   |
| 57 | 2006年 | 大津びわこ | 山崎芳仁   | 福島   | 東   |
| 58 | 2007年 | 大津びわこ | 小嶋敬二   | 石川   | 西   |
| 59 | 2008年 | 大津びわこ | 渡邉晴智   | 静岡   | 東   |
| 60 | 2009年 | 大津びわこ | 平原康多   | 埼玉   | 東   |
| 61 | 2010年 | 大津びわこ | 平原康多   | 埼玉   | 東   |
| 62 | 2011年 | 前橋       | 深谷知広   | 愛知   | 西   |
| 63 | 2012年 | 函館       | 武田豊樹   | 茨城   | 東   |
| 64 | 2013年 | 岸和田     | 成田和也   | 福島   | 東   |
| 65 | 2014年 | 宇都宮     | 稲川翔     | 大阪   | 西   |
| 66 | 2015年 | 岸和田     | 武田豊樹   | 茨城   | 東   |
| 67 | 2016年 | 名古屋     | 新田祐大   | 福島   | 東   |
| 68 | 2017年 | 岸和田     | 新田祐大   | 福島   | 東   |
| 69 | 2018年 | 岸和田     | 三谷竜生   | 奈良   | 西   |
| 70 | 2019年 | 岸和田     | 中川誠一郎 | 熊本   | 西   |
| 71 | 2020年 | 和歌山     | 脇本雄太   | 福井   | 西   |
| 72 | 2021年 | 岸和田     | 宿口陽一   | 埼玉   | 東   |
| 73 | 2022年 | 岸和田     | 古性優作   | 大阪   | 西   |
| 74 | 2023年 | 岸和田     | 古性優作   | 大阪   | 西   |
| 75 | 2024年 | 岸和田     | 北井佑季   | 神奈川 | 東   |
| 76 | 2025年 | 岸和田     | 脇本雄太   | 福井   | 西   |

### 女子優勝者（高松宮妃賜杯競輪）
開催場は全てびわこ競輪場
| 回 | 開催年 | 優勝者     | 府県   |
| -- | ------ | ---------- | ------ |
| 1  | 1950年 | 渋谷小夜子 | 神奈川 |
| 2  | 1951年 | 渋谷小夜子 | 神奈川 |
| 3  | 1952年 | 渋谷小夜子 | 神奈川 |
| 4  | 1953年 | 山内寿子   | 長崎   |
| 5  | 1954年 | 田中和子   | 奈良   |
| 6  | 1955年 | 田中和子   | 奈良   |
| 7  | 1956年 | 田中和子   | 奈良   |
| 8  | 1957年 | 田中和子   | 奈良   |
| 9  | 1958年 | 畑田美千代 | 京都   |
| 10 | 1959年 | 松本喜登美 | 山口   |
| 11 | 1960年 | 加古政子   | 群馬   |
| 12 | 1961年 | 中村金子   | 熊本   |
| 13 | 1962年 | 松川光子   | 香川   |
| 14 | 1963年 | 川崎喜登美 | 山口   |
| 15 | 1964年 | 石村美千代 | 山口   |

パールカップ優勝者についてはこちらを参照。

## 今後の開催予定
- 第77回 - 2026年 6月16日〜21日 - 岸和田競輪場 (6年連続11回目)

## エピソード
- 昭和期の女子競輪が廃止される直前まで、『高松宮妃賜杯競輪』という名称で女子の競走も併せて行われていたが、1964年10月を以って女子競輪が廃止されたため、同年度を最後に高松宮妃賜杯競輪も併せて廃止され、以降長きにわたり男子のみで行われた（高松宮賜杯競輪 → 高松宮杯競輪 → 高松宮記念杯競輪）。
  - 女子競輪が廃止された翌年に行われた第16回高松宮賜杯競輪の最終日（1965年6月8日）、旧女子競輪で高松宮妃賜杯競輪などの特別競輪に出走したことのある元選手の一部が招待され、近江神宮への参拝、閉会式で高松宮宣仁親王を囲んでの記念撮影、懇親会が行われた[22]。その後、女子の競走は2015年に単発としてガールズケイリンコレクションが行われたのちに、2023年よりGI『パールカップ』として復活した。

- 完全優勝（予選・準決勝とも全て1着）達成者は、10名。うち吉岡稔真は唯一の2年連続完全優勝[23]。
  - 高倉登（第3回）、松村憲（第4回）、平間誠記（第18回）、吉川多喜夫（第19回）、稲村雅士（第22回）、荒川秀之助（第30回）、滝澤正光（第38回）、神山雄一郎（第45回）、吉岡稔真（第47回・第48回）、脇本雄太（第71回・第76回）

- 平成以降で、高松宮記念杯競輪にてGI初優出かつ初優勝を果たしたのは、3名。
  - 村本大輔（第56回）、山崎芳仁（第57回）、宿口陽一（第72回）

- 大会連続出場記録は、神山雄一郎と[24]香川雄介で、26回（第51回 - 第76回、継続中[25]）。

- 第53回（2002年）では、山口富生が初優勝、そして初のGIタイトルを獲得。既に兄の山口幸二はGI（当時は「特別競輪」）タイトルを獲得しており、競輪界では史上2例目となる兄弟GIタイトル獲得の快挙となった。ただ、表彰式では兄・幸二が富生を乗せてカートを運転して入場するなど、逆に兄の方が目立っていた[26]。ちなみに兄・幸二は先に引退したが、富生は54歳となった第75回（2024年）にて高松宮記念杯競輪に5年ぶりに出場し、さらに翌2025年の第76回にも55歳で出場するなど息の長い活躍を続けている。

- 第55回（2004年）では、松本整が45歳0か月で優勝し、自身が持っていたGI最年長優勝記録を更新した。ただ、松本はそれまでの経緯（詳細は本人の項目を参照）から既にこの時点で半年前には当大会をもっての引退を決めており、当日の優勝会見にて突然の現役引退を表明し、会見場をざわつかせた[26]ほか、一部のスポーツ紙では翌日付の一面に見出しが掲載されるなど大きな反響を呼んだ。

- 第56回（2005年）では、「雨の宮杯」と呼ばれる通り、3日目は10レース準決勝戦の直前に集中豪雨となり、バンクが冠水。急遽消防ポンプ車を出動させ、バンクに溜まった水をバンク内の芝生部分に排水して、約50分遅れでレースが再開された[26]。また、最終日の表彰式では、優勝した村本大輔がゴルゴ松本（TIM）の持ち芸である「命!」のパフォーマンスを行った。

## 決勝戦テレビ中継
- 決勝戦のテレビ中継は1977年までTBS系列で放送された後で、翌年1978年以降は東京12チャンネル → テレビ東京系列に移行され2011年まで放送された（なお、テレビ東京[注 7]では2000年、2002年 - 2004年、2006年 - 2010年は放送されていない）。

- 2014年[注 8]以降は、当初から地上波中継が無かった2015年[注 9]を除き、現在に至るまで日本テレビ系列（坂上忍の勝たせてあげたいTV）で放送されている。
  - 2014年（第65回）は、関東ローカルで日本テレビのみの放送になった。